# Иванов, Дмитрий Васильевич
Дми́трий Васи́льевич Ивано́в (род. 2 декабря 1959, Ленинград) — советский футболист, нападающий.

## Биография
В конце 1970-х годов был в составе ленинградского «Зенита». В 1978 году провёл один матч за дублирующий состав. В 1979 году сыграл четыре матча за дубль и два — в чемпионате страны. 22 и 27 августа в домашних матчах против куйбышевских «Крыльев Советов» (4:1) и «Кайрата» (1:0) выходил на замену после перерыва и на 62-й минуте соответственно. В 1980 году был в составе ленинградского «Динамо», провёл два матча на групповом этапе Кубка СССР — 1 марта вышел на замену на 56-й минуте в матче против «Динамо» Минск (0:3), 4 марта отыграл весь матч против «Терека» (0:0).